# Snow-board la Jocurile Olimpice de iarnă din 2018 - Slopestyle (masculin)
Proba de snow-board, slopestyle masculin de la Jocurile Olimpice de iarnă din 2018 de la Pyeongchang, Coreea de Sud a avut loc pe 10 și 11 februarie 2018 la Pheonix Snow Park.

## Program
Orele sunt orele Coreei de Sud (ora României - 7 ore).
| Dată         | Ora         | Rundă      |
| ------------ | ----------- | ---------- |
| 10 februarie | 10:00-14:30 | Calificări |
| 11 februarie | 10:00-11:45 | Finală     |

## Rezultate calificări
C — Calificat pentru finală
DNS — Nu a luat startul

### Seria 1
| Loc | Ordinea | Nume                 | Țara                         | Cursa 1           | Cursa 2           | Cel mai bun rezultat | Note              |
| --- | ------- | -------------------- | ---------------------------- | ----------------- | ----------------- | -------------------- | ----------------- |
| 1   | 5       | Marcus Kleveland     | Norvegia                     | 83,71             | 32,30             | 83,71                | C                 |
| 2   | 6       | Carlos Garcia Knight | Noua Zeelandă                | 80,10             | 40,20             | 80,10                | C                 |
| 3   | 4       | Sebastien Toutant    | Canada                       | 78,01             | 45,06             | 78,01                | C                 |
| 4   | 7       | Mons Røisland        | Norvegia                     | 76,50             | 43,68             | 76,50                | C                 |
| 5   | 2       | Torgeir Bergrem      | Norvegia                     | 45,80             | 75,45             | 75,45                | C                 |
| 6   | 17      | Niklas Mattsson      | Suedia                       | 50,81             | 73,53             | 73,53                | C                 |
| 7   | 11      | Roope Tonteri        | Finlanda                     | 72,60             | 38,08             | 72,60                |                   |
| 8   | 8       | Jamie Nicholls       | Marea Britanie               | 71,56             | 36,90             | 71,56                |                   |
| 9   | 1       | Chris Corning        | Statele Unite ale Americii   | 70,85             | 69,86             | 70,85                |                   |
| 10  | 13      | Peetu Piiroinen      | Finlanda                     | 69,26             | 43,43             | 69,26                |                   |
| 11  | 19      | Vlad Khadarin        | Sportivii Olimpici ai Rusiei | 23,05             | 64,16             | 64,16                |                   |
| 12  | 3       | Sebbe De Buck        | Belgia                       | 59,40             | 29,58             | 59,40                |                   |
| 13  | 15      | Rene Rinnekangas     | Finlanda                     | 24,86             | 37,91             | 37,91                |                   |
| 14  | 16      | Michael Schärer      | Elveția                      | 37,61             | 27,01             | 37,61                |                   |
| 15  | 18      | Kalle Järvilehto     | Finlanda                     | 15,56             | 31,10             | 31,10                |                   |
| 16  | 14      | Moritz Thönen        | Elveția                      | 19,53             | 23,55             | 23,55                |                   |
| 17  | 9       | Ryan Stassel         | Statele Unite ale Americii   | 23,50             | 22,63             | 23,50                |                   |
| 18  | 10      | Lee Min-sik          | Coreea de Sud                | nu a luat startul | nu a luat startul | nu a luat startul    | nu a luat startul |
| 18  | 12      | Niek van der Velden  | Olanda                       | nu a luat startul | nu a luat startul | nu a luat startul    | nu a luat startul |

#### Seria a 2-a
| Loc | Ordinea | Nume             | Țara                       | Cursa 1 | Cursa 2           | Cel mai bun rezultat | Note |
| --- | ------- | ---------------- | -------------------------- | ------- | ----------------- | -------------------- | ---- |
| 1   | 8       | Maxence Parrot   | Canada                     | 83,45   | 87,36             | 87,36                | C    |
| 2   | 3       | Mark McMorris    | Canada                     | 83,70   | 86,83             | 86,83                | C    |
| 3   | 5       | Redmond Gerard   | Statele Unite ale Americii | 82,55   | 57,11             | 82,55                | C    |
| 4   | 2       | Ståle Sandbech   | Norvegia                   | 74,11   | 82,13             | 82,13                | C    |
| 5   | 1       | Tyler Nicholson  | Canada                     | 17,41   | 79,21             | 79,21                | C    |
| 6   | 4       | Seppe Smits      | Belgia                     | 78,36   | 41,48             | 78,36                | C    |
| 7   | 17      | Clemens Millauer | Austria                    | 75,65   | 77,45             | 77,45                |      |
| 8   | 14      | Yuri Okubo       | Japonia                    | 24,45   | 75,05             | 75,05                |      |
| 9   | 12      | Jonas Bösiger    | Elveția                    | 18,68   | 58,26             | 58,26                |      |
| 10  | 11      | Billy Morgan     | Marea Britanie             | 56,40   | 37,55             | 56,40                |      |
| 11  | 6       | Kyle Mack        | Statele Unite ale Americii | 45,26   | 53,55             | 53,55                |      |
| 12  | 9       | Matias Schmitt   | Argentina                  | 50,86   | 20,68             | 50,86                |      |
| 13  | 15      | Måns Hedberg     | Suedia                     | 46,25   | nu a luat startul | 46,25                |      |
| 14  | 7       | Hiroaki Kunitake | Japonia                    | 39,45   | 43,16             | 43,16                |      |
| 15  | 18      | Petr Horák       | Cehia                      | 41,93   | 39,05             | 41,93                |      |
| 16  | 16      | Nicolas Huber    | Elveția                    | 34,25   | 36,90             | 36,90                |      |
| 17  | 13      | Stef Vandeweyer  | Belgia                     | 33,75   | 21,16             | 33,75                |      |
| 18  | 10      | Rowan Coultas    | Marea Britanie             | 23,20   | 23,58             | 23,58                |      |

## Rezultate finală
Finala a început la ora 11:04.
| Loc | Ordinea | Nume                 | Țara                       | Cursa 1           | Cursa 2           | Cursa 3           | Cel mai bun rezultat | Note              |
| --- | ------- | -------------------- | -------------------------- | ----------------- | ----------------- | ----------------- | -------------------- | ----------------- |
| 1   | 8       | Redmond Gerard       | Statele Unite ale Americii | 43,33             | 46,40             | 87,16             | 87,16                |                   |
| 2   | 12      | Maxence Parrot       | Canada                     | 45,13             | 49,48             | 86,00             | 86,00                |                   |
| 3   | 10      | Mark McMorris        | Canada                     | 75,30             | 85,20             | 60,68             | 85,20                |                   |
| 4   | 6       | Ståle Sandbech       | Norvegia                   | 44,81             | 81,01             | 38,13             | 81,01                |                   |
| 5   | 9       | Carlos Garcia Knight | Noua Zeelandă              | 78,60             | 52,98             | 24,35             | 78,60                |                   |
| 6   | 11      | Marcus Kleveland     | Norvegia                   | 77,76             | 43,71             | 37,18             | 77,76                |                   |
| 7   | 4       | Tyler Nicholson      | Canada                     | 36,18             | 76,41             | 76,15             | 76,41                |                   |
| 8   | 3       | Torgeir Bergrem      | Norvegia                   | 58,80             | 75,80             | 60,03             | 75,80                |                   |
| 9   | 1       | Niklas Mattsson      | Suedia                     | 38,43             | 74,71             | 42,48             | 74,71                |                   |
| 10  | 2       | Seppe Smits          | Belgia                     | 31,11             | 69,03             | 66,18             | 69,03                |                   |
| 11  | 7       | Sebastien Toutant    | Canada                     | 33,66             | 57,23             | 61,08             | 61,08                |                   |
| 12  | 5       | Mons Røisland        | Norvegia                   | nu a luat startul | nu a luat startul | nu a luat startul | nu a luat startul    | nu a luat startul |